# Patrimoniul cultural imaterial al umanității
UNESCO a întocmit o listă a Patrimoniului Cultural Imaterial cu scopul de a asigura o mai bună protecție unor elemente culturale imateriale din toată lumea și de a promova înțelegerea semnificației lor. Această listă este publicată de Comisia Interguvernamentală pentru păstrarea Patrimoniului Cultural Imaterial, iar membrii acesteia sunt aleși de statele membre întrunite în Adunarea Generală a ONU.
Printr-un compendiu al diferitelor comori orale și imateriale ale omenirii, programul încearcă să atragă atenția asupra importanței conservării patrimoniului imaterial, pe care UNESCO l-a identificat drept componentă esențială și depozitar de diversitate culturală⁠(d) și expresie creativă.
Lista a fost înființată în 2008 când a intrat în vigoare Convenția pentru Conservarea Patrimoniului Cultural Imaterial⁠(d) din 2003.

## Istorie
În 2010, programul era alcătuit din două liste: 
- Lista Reprezentativă a Patrimoniului Cultural Imaterial al Omenirii este cea mai lungă și cuprinde „practici și expresii [care] ajută la demonstrarea diversității acestui patrimoniu și promovează înțelegerea importanței sale”.
- Lista Patrimoniului Cultural Imaterial care Are Nevoie de Conservare Urgentă este mai scurtă și cuprinde acele elemente culturale pe care țările și comunitățile implicate le consideră a fi într-o situație ce impune măsuri urgente pentru a le menține în viață.[4][5]

În 2013, în această din urmă listă erau înscrise patru elemente, ceea ce ajută statele membre să mobilizeze cooperarea și asistența internațională pentru a asigura transmiterea acestui patrimoniu prin participarea comunităților implicate. Astăzi, această listă cuprinde 35 de elemente.
Lista totală cuprindea 676 de elemente în 2022.

## România

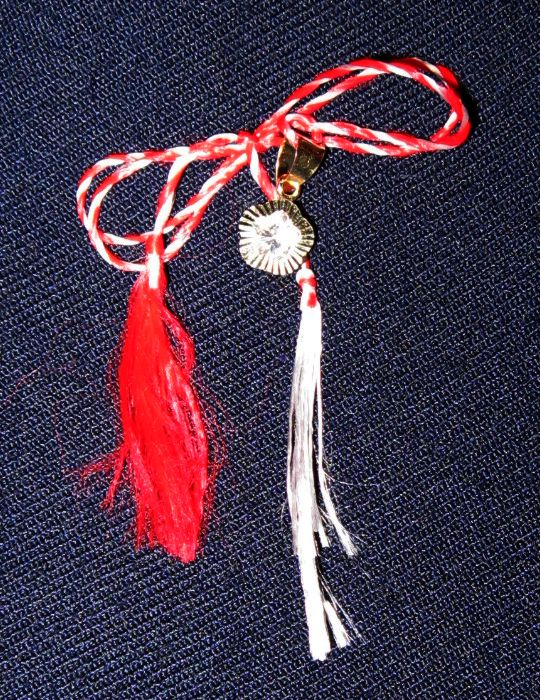
Mărțișor

România este prezentă pe Lista Reprezentativă a Patrimoniului Cultural al Omenirii cu ritualul călușului (2005/2008), doina (2009), ceramica de Horezu (2012), colindatul de ceată bărbătească (2013, împreună cu Republica Moldova), jocul fecioresc (2015), tehnici tradiționale de realizare a scoarței (2016), mărțișorul - practici tradiționale asociate zilei de 1 martie (2017, împreună cu Republica Moldova și Bulgaria), arta cămășii cu altiță (2022, împreună cu Republica Moldova) și tradițiile de creștere a cailor lipițani (2022, împreună cu Austria, Bosnia și Herțegovina, Croația, Italia, Slovacia, Slovenia și Ungaria).

## Republica Moldova
Republica Moldova este prezentă pe Lista Reprezentativă a Patrimoniului Cultural al Omenirii cu colindatul de ceată bărbătească (2013, împreună cu România ), tehnici tradiționale de realizare a scoarței (2016, împreună cu România), mărțișorul - practici tradiționale asociate zilei de 1 martie (2017, împreună cu România și Bulgaria) și arta cămășii cu altiță (2022, împreună cu România).

## Galerie de imagini

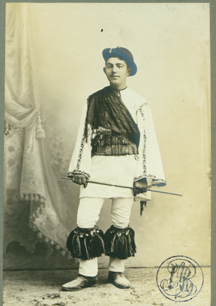
Călușar din Orăștie (începutul secolului al XX-lea)
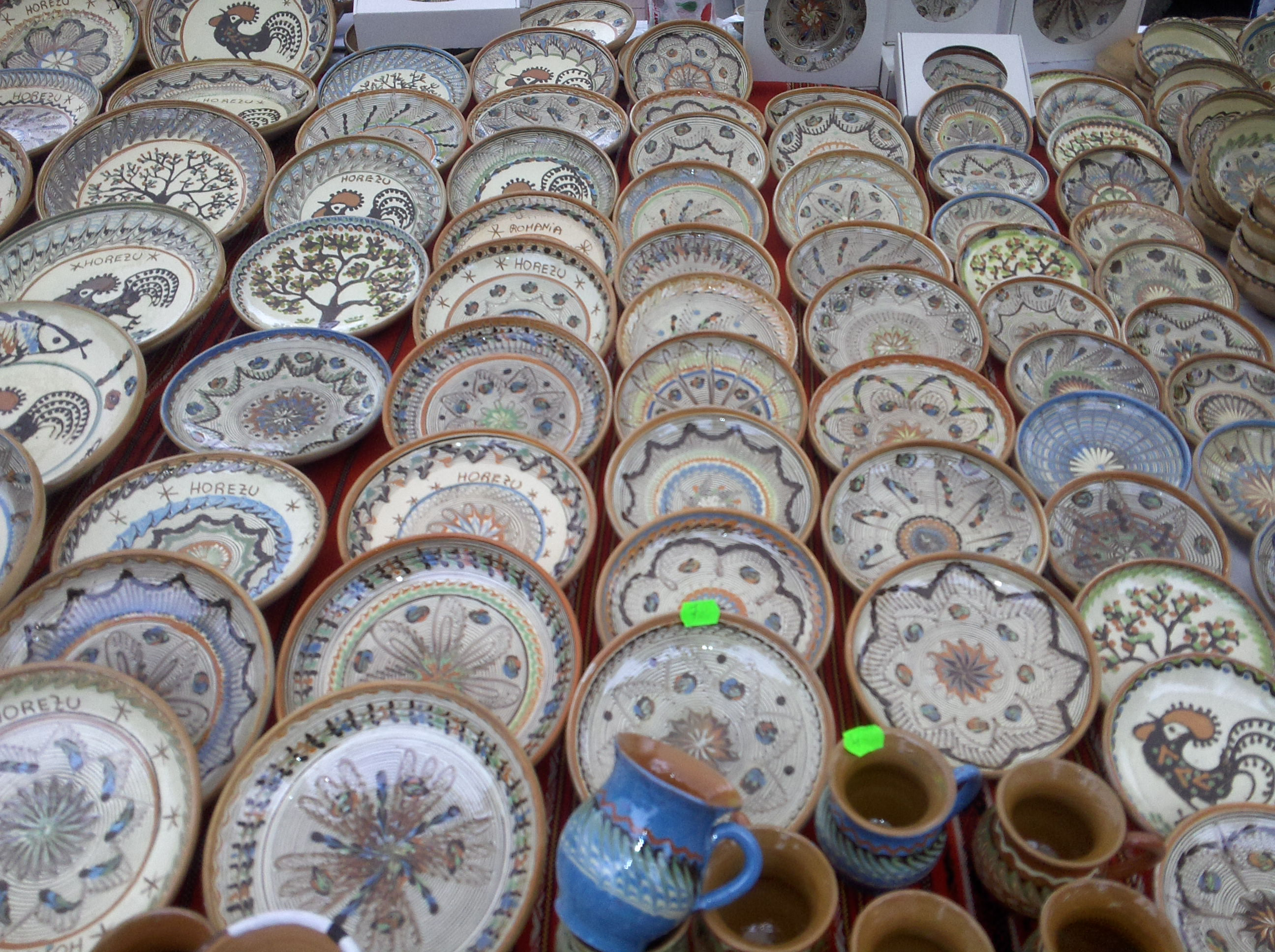
Vase de ceramică din Horezu
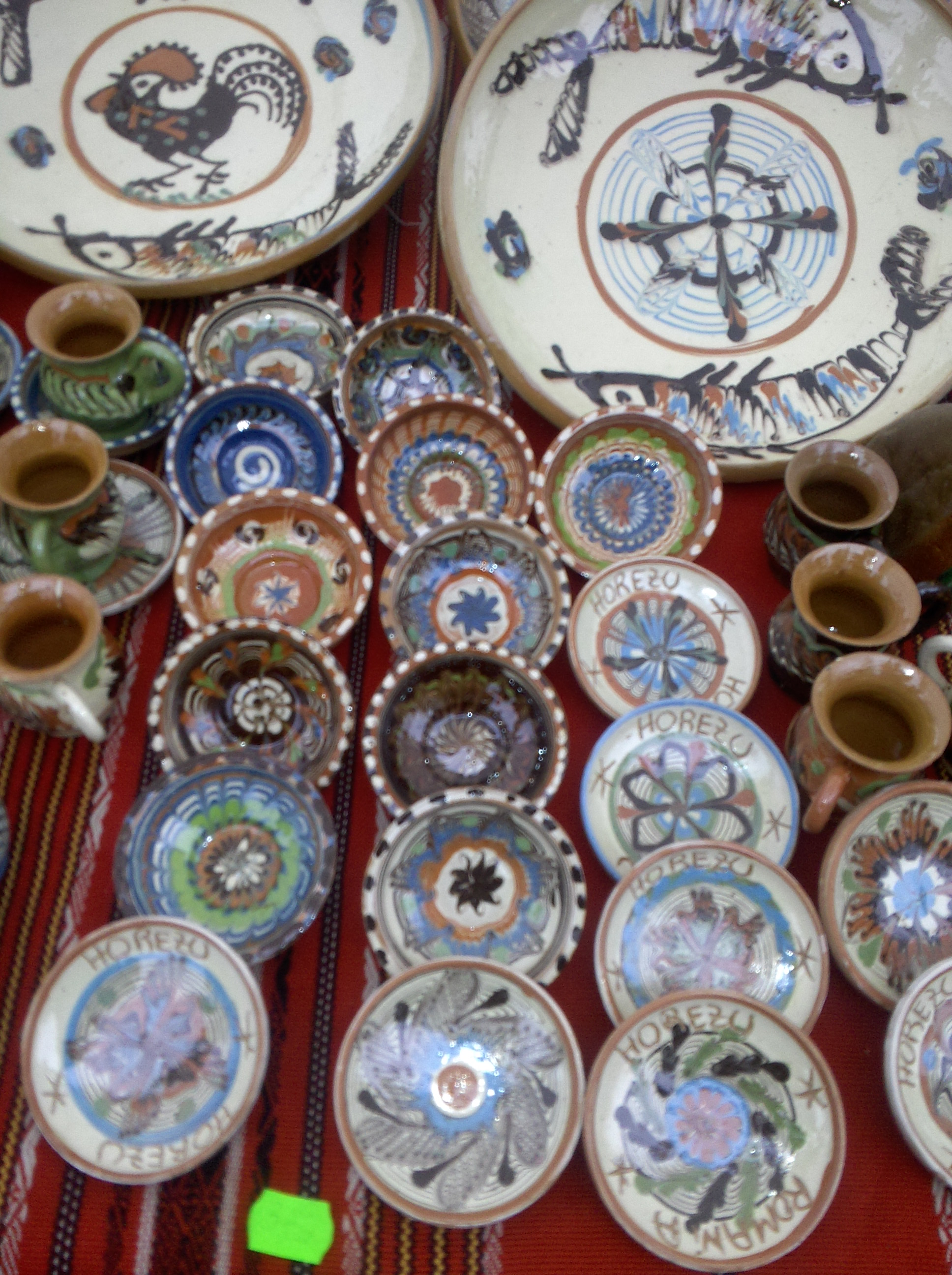
Vase de ceramică din Horezu
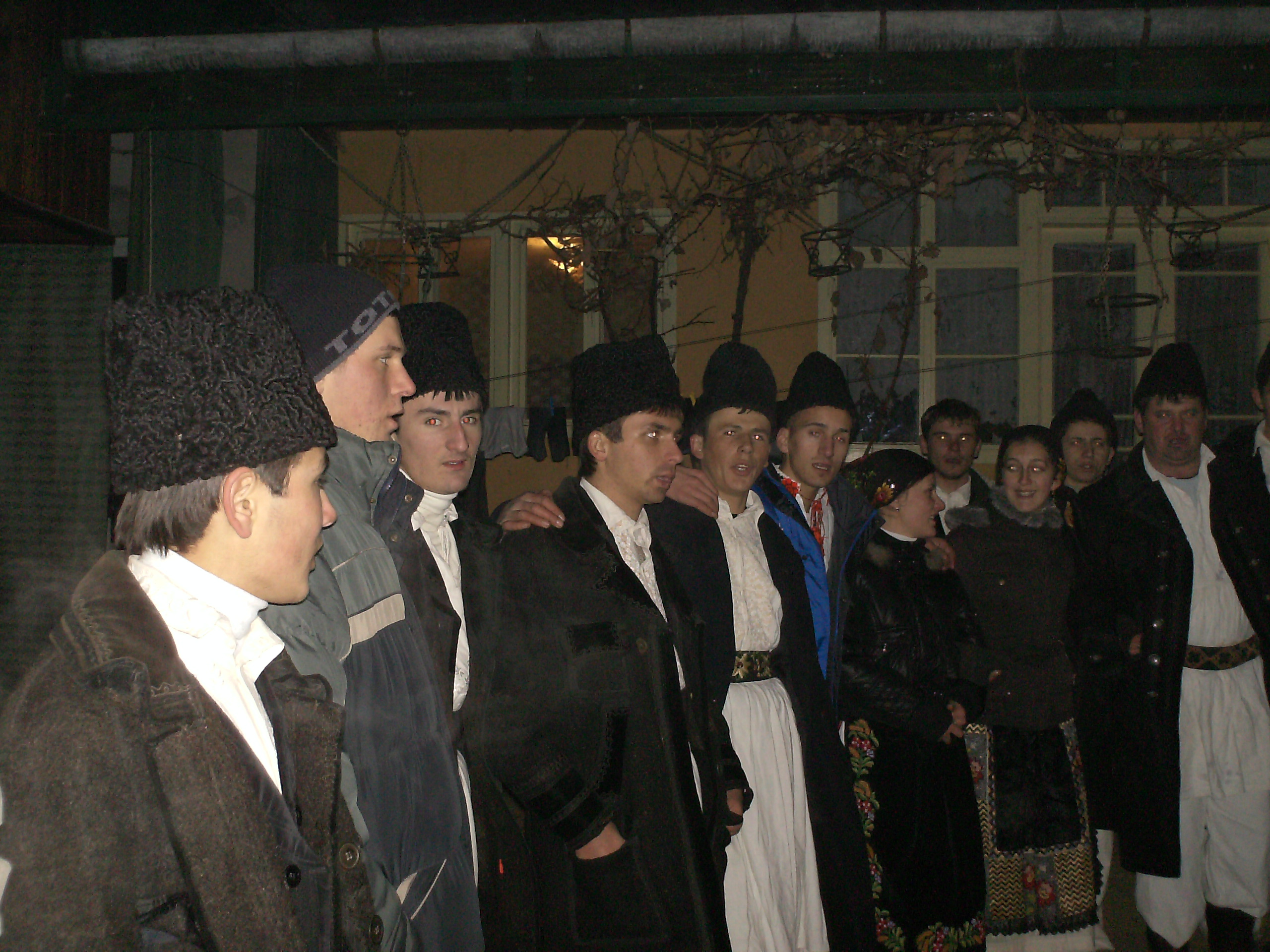
Colindatul de ceată bărbătească